# کریستین اندرسن (بازیکن فوتبال)
کریستین اندرسن (انگلیسی: Christian Andersen؛ زادهٔ ۲۸ سپتامبر ۱۹۴۴) بازیکن سابق فوتبال اهل دانمارک است که در حال حاضر مدیر باشگاه بولدکلوپن فریم است.
وی همچنین در تیم‌های ملی فوتبال زیر ۲۱ سال دانمارک و دانمارک بازی کرده است.